# Chiesa di Santa Croce (Bessude)
La chiesa di Santa Croce è un edificio religioso situato a Bessude, centro abitato della Sardegna nord-occidentale. È consacrata al culto cattolico e fa parte della parrocchia di San Martino, arcidiocesi di Sassari.

La prima documentazione che attesta l'esistenza della chiesa è una relazione episcopale redatta del 1688.